# Bahnhof Shibuya
Der Bahnhof Shibuya (jap. 渋谷駅, Shibuya-eki) ist ein Bahnhof in der japanischen Hauptstadt Tokio. Er befindet sich im Bezirk Shibuya und wird gemeinsam von den Bahngesellschaften JR East, Keiō Dentetsu, Tōkyū Dentetsu und Tōkyō Metro betrieben. Shibuya gehört zu den am meisten frequentierten Bahnhöfen des Landes. Er ist vor allem für den Pendlerverkehr von und zu den Vororten im Südwesten von großer Bedeutung, während der Fernverkehr marginal ist.

## Verbindungen
Shibuya ist einer der bedeutendsten Eisenbahnknoten der Hauptstadt Tokio. Hier treffen Bahnstrecken von vier Bahngesellschaften aufeinander: die Yamanote-Linie, die Saikyō-Linie und die Shōnan-Shinjuku-Linie von JR East, die Tōkyū Den’entoshi-Linie und die Tōkyū Tōyoko-Linie von Tōkyū Dentetsu, die Keiō Inokashira-Linie von Keiō Dentetsu sowie die Fukutoshin-Linie, die Ginza-Linie und die Hanzōmon-Linie von Tōkyō Metro.
Die Yamanote-Linie verläuft ringförmig rund um die gesamte Innenstadt und gehört zu den am intensivsten genutzten Bahnstrecken der Welt; Nahverkehrszüge fahren tagsüber ungefähr alle vier Minuten, während der Hauptverkehrszeit etwa alle zweieinhalb Minuten. Hinzu kommen auf den parallel dazu verlaufenden Gleisen der früheren Yamanote-Güterlinie die Züge der Saikyō-Linie von Ōmiya nach Ōsaki (die abhängig vom Zugtyp bis nach Kawagoe oder Shin-Kiba verlängert werden), sowie die Züge der Shōnan-Shinjuku-Linie von Ōmiya nach Ōfuna. Alle 30 bis 60 Minuten verbindet der Narita Express den Flughafen Tokio-Narita mit Shibuya und Ikebukuro, wobei einzelne Züge weiter nach Ōmiya oder Takao verkehren.
Shibuya ist der Ausgangspunkt der Tōyoko-Linie nach Yokohama und der Den’entoshi-Linie nach Chūō-Rinkan. Auf beiden Linien werden während der Hauptverkehrszeit mehr als 20 Züge je Stunde angeboten und beide sind im Prinzip Fortsetzungen von U-Bahn-Linien: Die Tōyoko-Linie wird zur Fukutoshin-Linie nach Wakōshi durchgebunden, die Den’entoshi-Linie zur Hanzōmon-Linie nach Oshiage. Ebenfalls zum Netz der U-Bahn Tokio gehört die betrieblich eigenständige Ginza-Linie nach Asakusa. Auf der Inokashira-Linie fahren Nahverkehrs- und Eilzüge während der Hauptverkehrszeit abwechselnd alle sechs Minuten, woraus sich ein Drei-Minuten-Takt ergibt; zu den übrigen Zeiten herrscht in der Regel jeweils ein Acht- bis Zehn-Minuten-Takt.

## Anlage

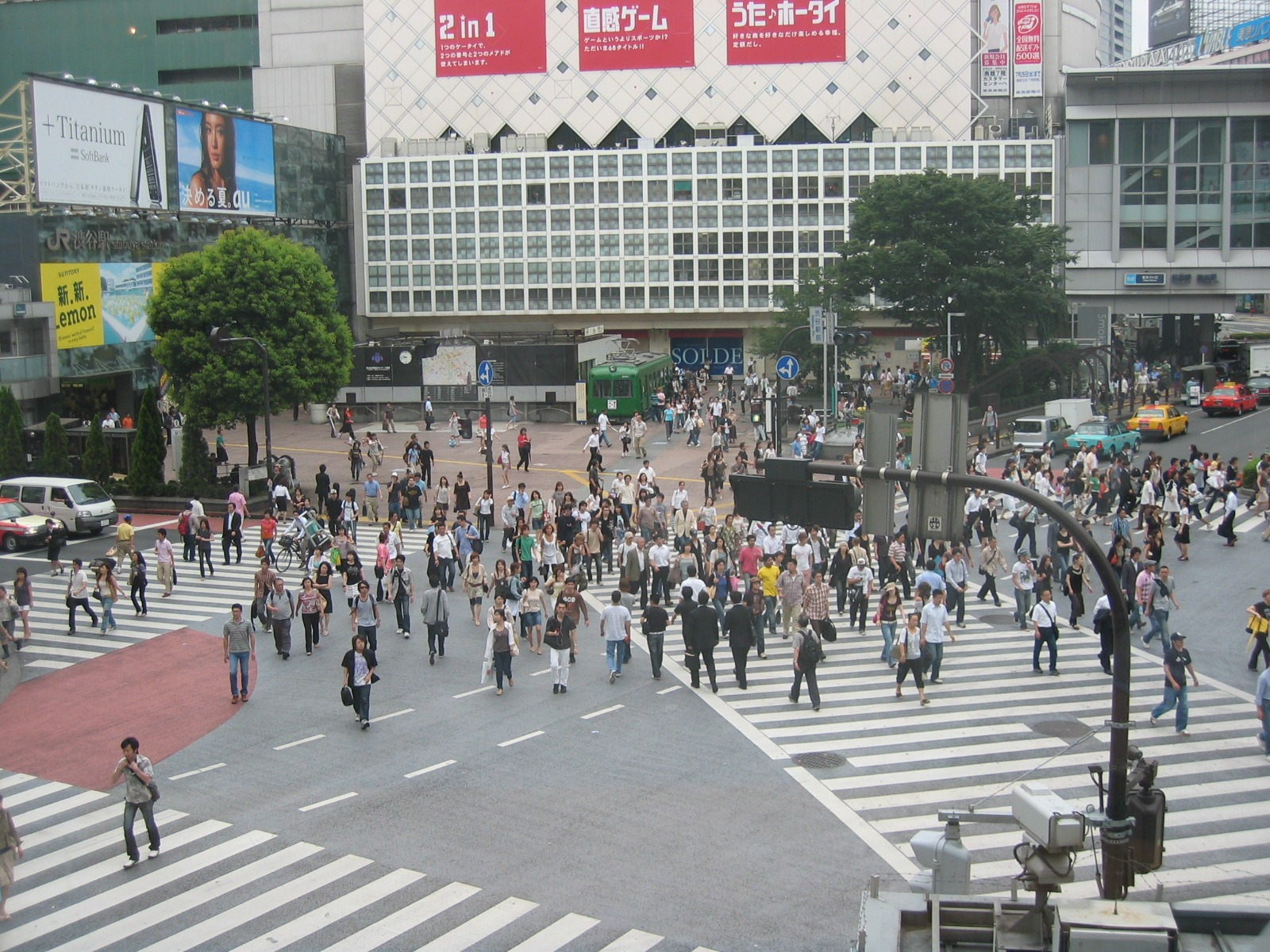
Diagonal-Fußgängerkreuzung an der Nordwestseite

Shibuya ist ein weitläufiger Komplex, der neben umfangreichen Verkehrsanlagen auch eine Reihe von Kaufhäusern und Einkaufszentren umfasst. Er liegt am Schnittpunkt der Stadtteile Dōganzaka im Westen, Udagawachō im Nordwesten, Jinnan im Norden, Shibuya im Osten und Sakuragaokachō im Süden, die alle zum Bezirk Shibuya gehören. Seine Besonderheit ist die Lage im relativ engen, von Norden nach Süden verlaufenden Tal des Shibuya-gawa, das beidseits von Geländestufen flankiert wird. Während es für private Bahngesellschaften an anderen Knotenpunkten ein Leichtes war, ihre Gleise parallel zu jenen der Staatsbahn (heute JR East) zu verlegen, war dies wegen des instabilen Grunds in Shibuya kaum möglich. Aus diesem Grund liegen mehrere Bahnsteige von Osten nach Westen ausgerichtet in Hochbahnhöfen, deren Gleise am Rand der Geländestufen unmittelbar in Tunnelstrecken übergehen. Weitere Gleise verlaufen im Tal auf einem Damm, andere unter dem Talboden in Tunneln. Aus dieser topographischen Situation heraus ergibt sich ein komplexes System von ober- und unterirdischen Zwischenebenen, Treppen, Aufzügen und Verbindungsgängen, die bisweilen mit einem Labyrinth verglichen werden.
Die Gegend rund um den Bahnhof, insbesondere an der Westseite, ist eines der bekanntesten Einkaufsviertel Tokios. Auf dem nordwestlichen Vorplatz steht eine Statue des Hundes Hachikō. Sie ist eine der bekanntesten Kunstwerke Japans im öffentlichen Raum und ein beliebter Treffpunkt. Neben dem Vorplatz befindet sich eine sehr belebte Straßenkreuzung, die für ihre Diagonalquerung bekannt ist: die Shibuya-Kreuzung kann nicht nur rechtwinklig, sondern auch diagonal gequert werden. Sie gilt als Wahrzeichen und Symbol für die Geschäftigkeit und Enge der Stadt. Häufig wird sie als „belebteste Fußgängerkreuzung der Welt“ bezeichnet. Rund um diese Kreuzung stehen verschiedene Kaufhäuser und Ladenpassagen wie Shibuya 109, Center Gai, Tōkyū Department Store, Tōkyū Hands, Loft Shibuya, Seibu Shibuya Department Store, Marui, MODI und MEGA Don Quijote. In der Nähe zu finden sind auch das NHK-Sendezentrum und die NHK Hall. Gegenüber dem südwestlichen Bahnhofsvorplatz steht das Einkaufszentrum Shibuya Mark City. Auf der Ostseite des Bahnhofs stehen die Wolkenkratzer Shibuya Hikarie (180 m), Shibuya Scramble Square (229 m) und Shibuya Cross Tower (131 m).
Mehrere Dutzend Buslinien der Gesellschaften Toei Bus, Fuji Express, Keiō Bus, Odakyū Bus, Tōkyū Bus, Tōkyū Transses und Airport Transport Service erschließen den Bahnhof, hinzu kommen drei lokale Linien des Bezirks Shibuya. Fast alle Linien fahren von einem der beiden Busbahnhöfe ab, die sich auf dem südwestlichen und östlichen Vorplatz befinden. Ein weiterer Busbahnhof ist dem Fernbusverkehr vorbehalten und befindet sich im fünften Stockwerk des Einkaufszentrums Shibuya Mark City.
Im Fiskaljahr 2019 nutzten durchschnittlich 1.660.067 Fahrgäste täglich den Bahnhof. Davon entfielen 366.128 auf JR East, 179.486 auf Keiō Dentetsu, 579.811 auf Tōkyū Dentetsu und 534.642 auf Tōkyō Metro.

## Gleise

### JR East
Auf einem im Talgrund gelegenen viergleisigen Damm, parallel zum Fluss Shibuya-gawa, verkehren die Züge von JR East. Das westliche Gleispaar ist der Yamanote-Linie vorbehalten, für die ein Seitenbahnsteig und ein Mittelbahnsteig zur Verfügung stehen. Die Shōnan-Shinjuku-Linie, die Saikyō-Linie und der Narita Express teilen sich das östliche Gleispaar mit einem weiteren Mittelbahnsteig.
| 1 | ▉ Yamanote-Linie        | Shinjuku • Ikebukuro • Tabata • Ueno        |
| 2 | ▉ Yamanote-Linie        | Shinagawa • Tokio • Ueno                    |
| 3 | ▉ Saikyō-Linie          | Shinjuku • Ikebukuro • Ōmiya                |
| 3 | ▉ Shōnan-Shinjuku-Linie | Ikebukuro • Ōmiya • Utsunomiya / Takasaki   |
| 3 | ▉ Narita Express        | Shinjuku                                    |
| 4 | ▉ Saikyō-Linie          | Ōsaki • (Rinkai-Linie / Sōtetsu-Hauptlinie) |
| 4 | ▉ Shōnan-Shinjuku-Linie | Yokohama • Ōfuna • Odawara / Zushi          |
| 4 | ▉ Narita Express        | Flughafen Narita                            |

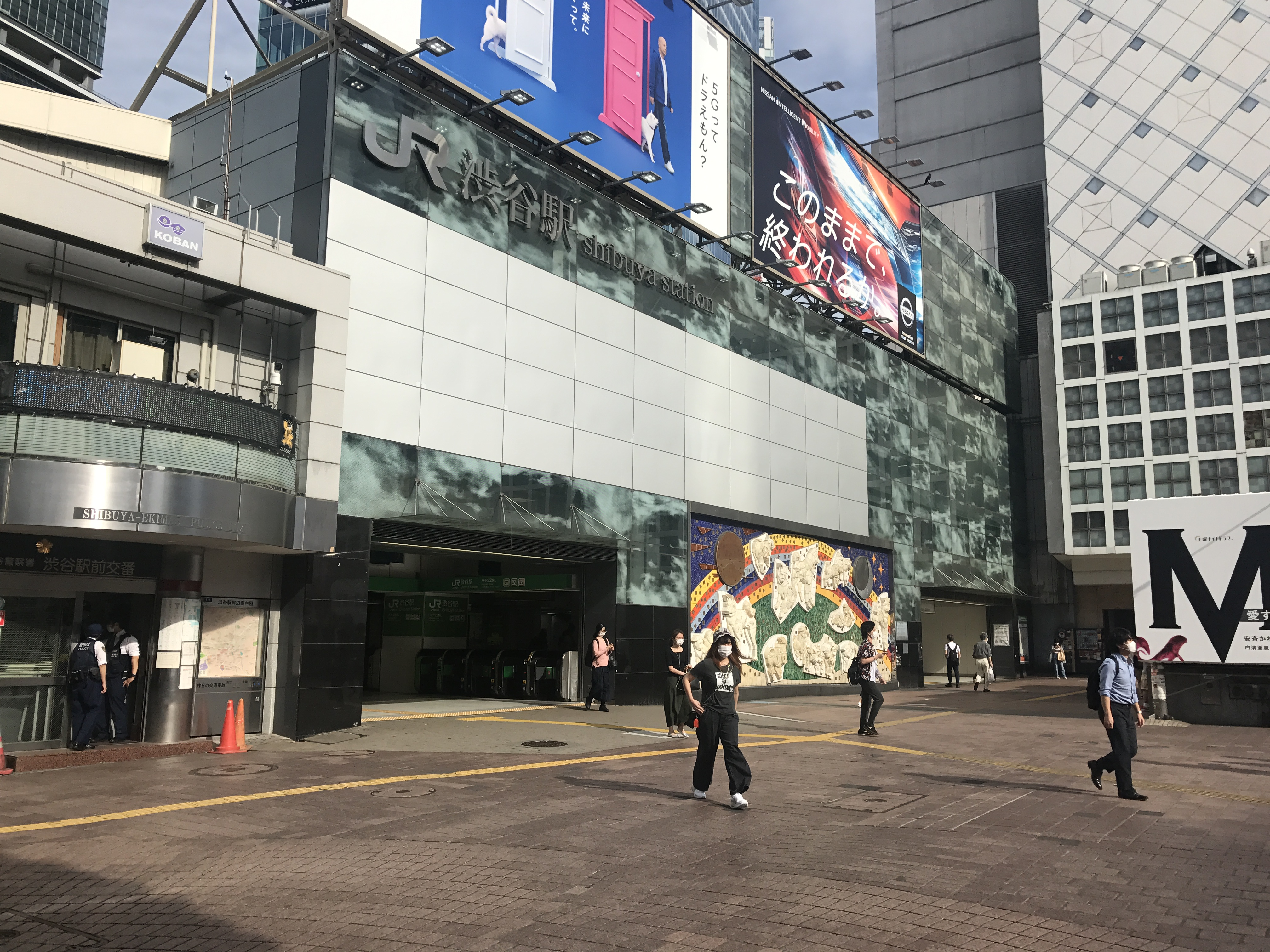
Nordwestlicher Eingang
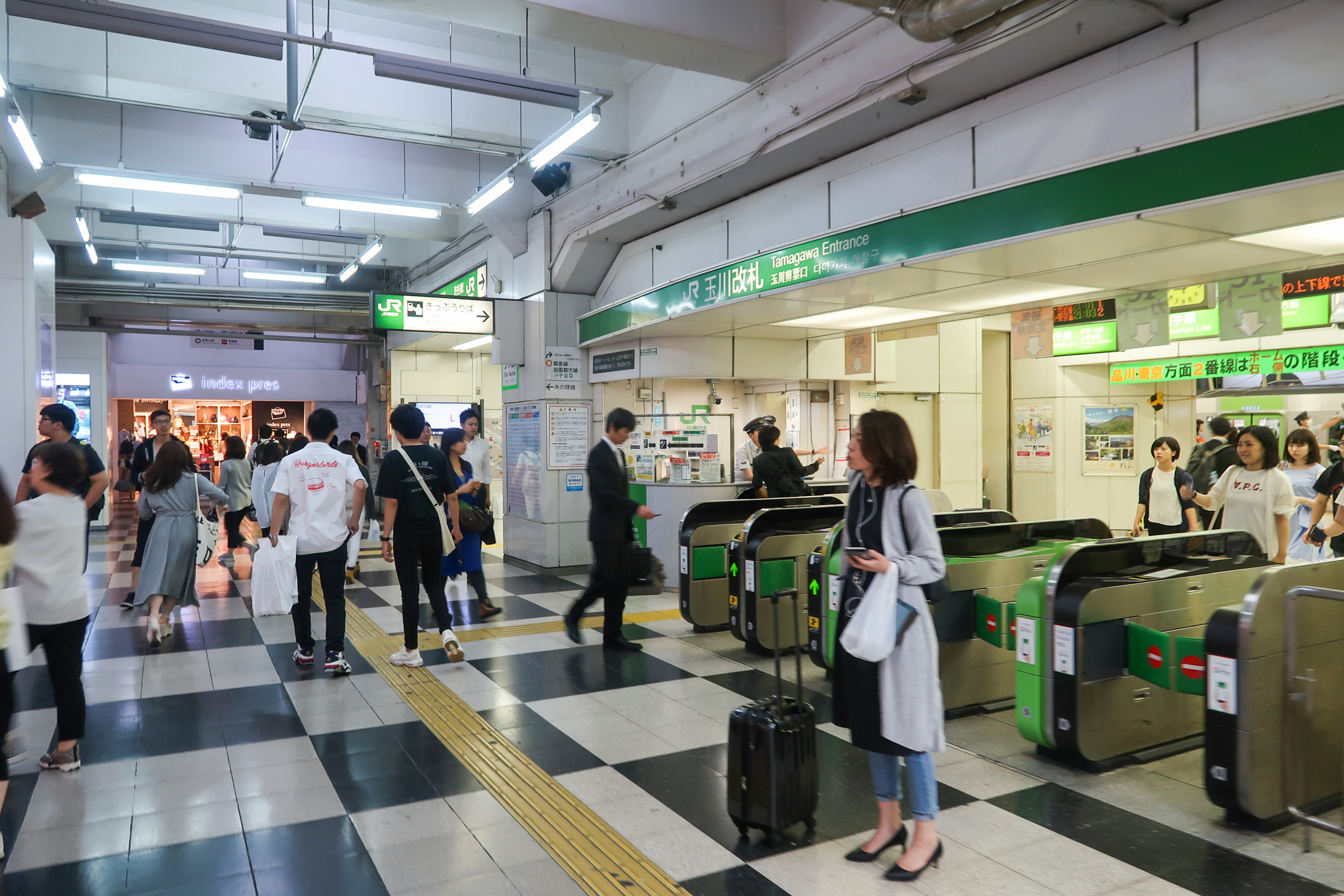
Bahnsteigsperren
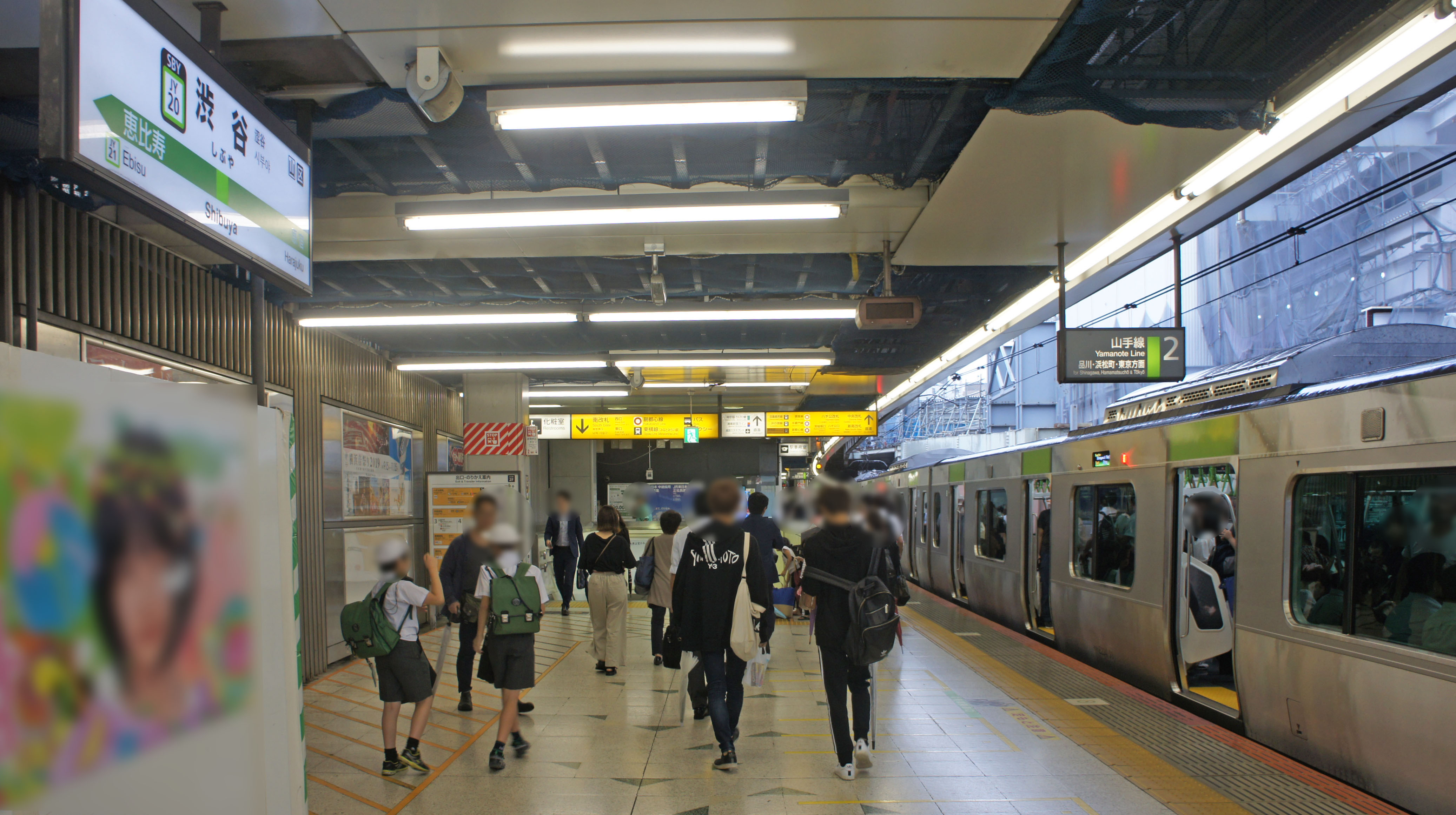
Bahnsteig 2 (Yamanote-Linie)
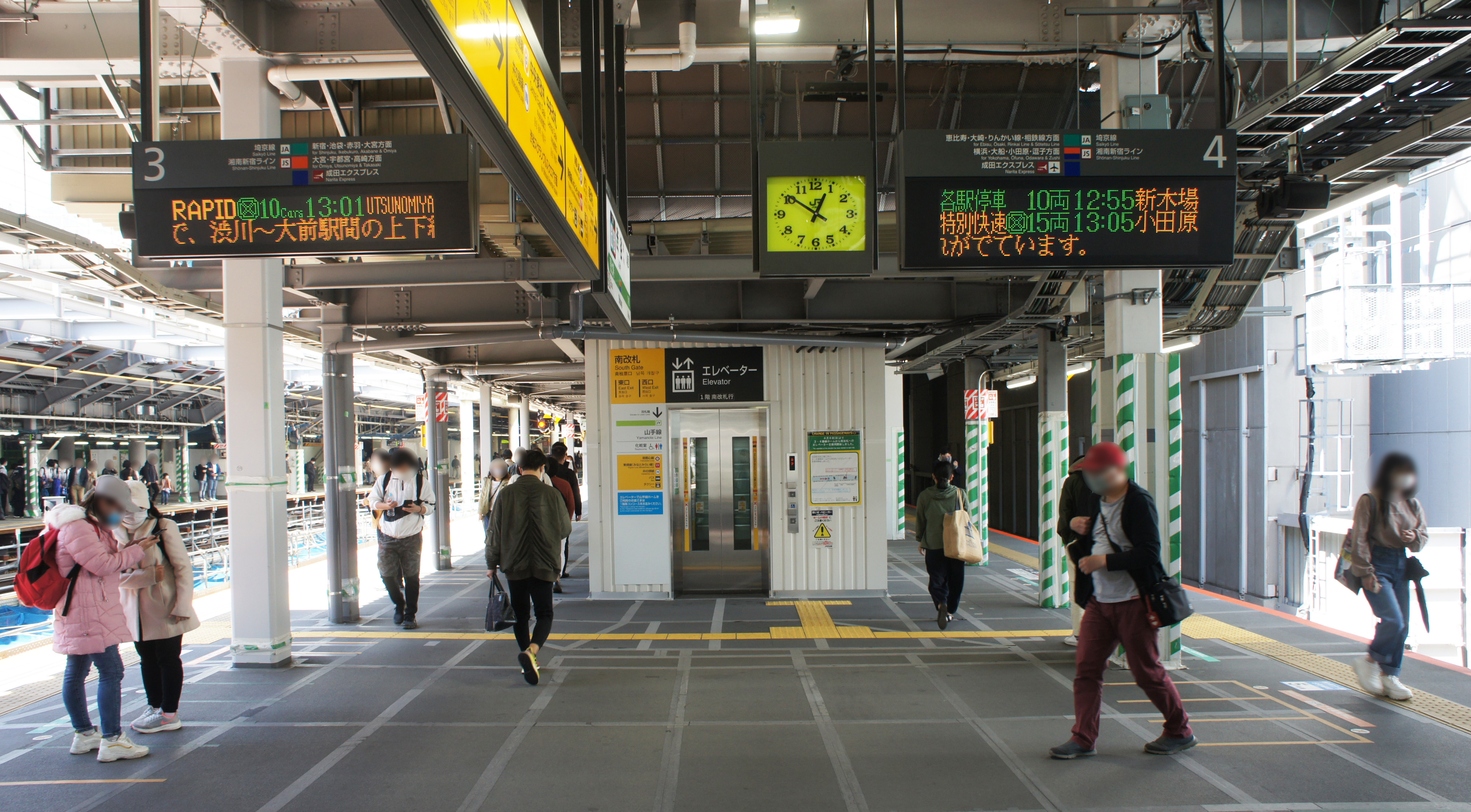
Bahnsteig 3/4 (Saikyō-Linie, Shōnan-Shinjuku-Linie)

### Tōkyū Dentetsu / Tōkyō Metro
Der ältere der beiden unterirdischen U-Bahnhöfe befindet sich im dritten Untergeschoss und besteht aus zwei Gleisen an einem von Norden nach Süden ausgerichteten Mittelbahnsteig. Er ist die Endstation sowohl der Tōkyū Den’entoshi-Linie als auch der Hanzōmon-Linie, wobei sämtliche Züge von der einen auf die andere Linie durchgebunden werden. Lediglich das Personal wird gewechselt, entsprechend der Eigentümerschaft des zu befahrenden Abschnitts. Dieser U-Bahnhof ist wegen der geringen Breite des einzigen Bahnsteigs überlastet, und Verspätungen während der Hauptverkehrszeiten sind nicht unüblich. Tōkyū Dentetsu zieht deshalb in Erwägung, die Station um ein drittes Gleis und einen Seitenbahnsteig zu erweitern.
| 1 | ▉ Den’entoshi-Linie | Futako-Tamagawa • Nagatsuta • Chūō-Rinkan                    |
| 2 | Hanzōmon-Linie      | Ōtemachi • Oshiage • (Tōbu Isesaki-Linie / Tōbu Nikkō-Linie) |

Im fünften Untergeschoss ist der gemeinsame U-Bahnhof der Tōkyū Den’entoshi-Linie und der Hanzōmon-Linie zu finden, der vier Gleise an zwei Mittelbahnsteigen umfasst. Auch hier werden Züge von der einen auf die anderen Linie durchgebunden. Außerhalb der Hauptverkehrszeiten wenden jedoch einzelne Tōkyū-Züge in Shibuya und befahren zu diesem Zweck Überleitstellen an beiden Enden der Station.
| 3/4 | ▉ Tōyoko-Linie   | Jiyūgaoka • Kikuna • Yokohama • (Minatomirai-Linie)      |
| 5/6 | Fukutoshin-Linie | Wakōshi • (Tōbu Tōjō-Hauptlinie / Seibu Ikebukuro-Linie) |

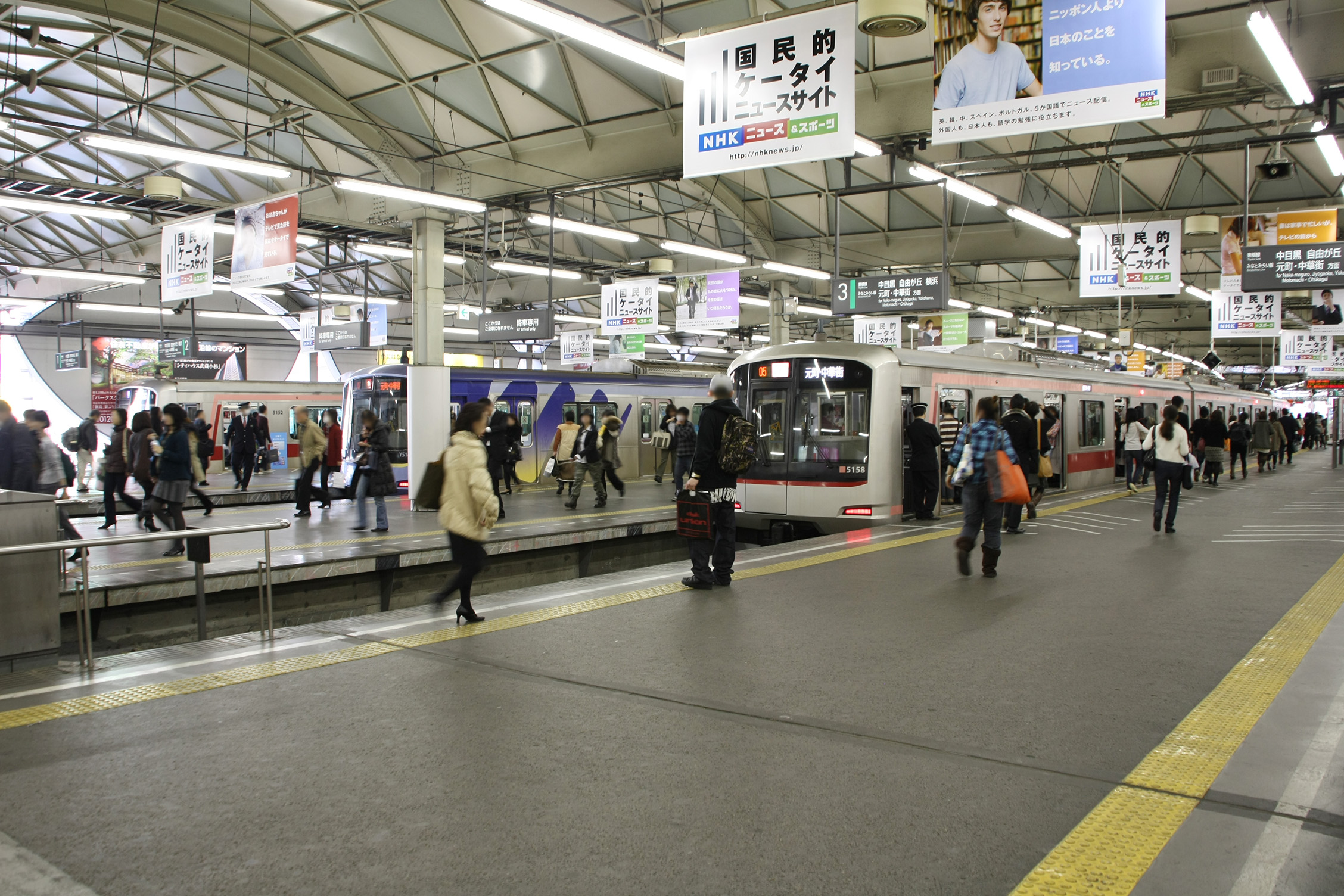
Ehemaliger Endbahnhof der Tōyoko-Linie (2007)
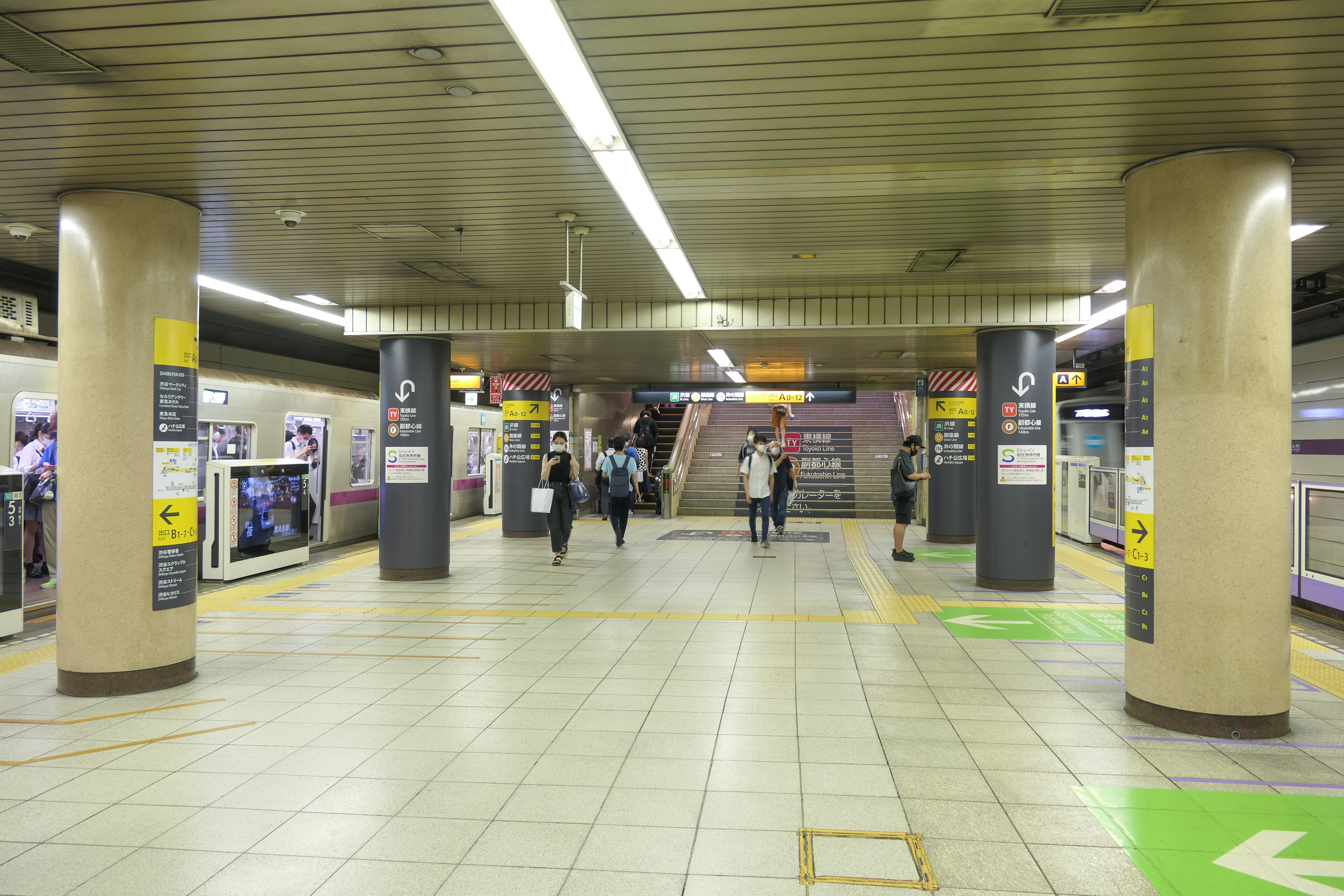
Bahnsteig der Hanzomon-Line und Den’entoshi-Linie
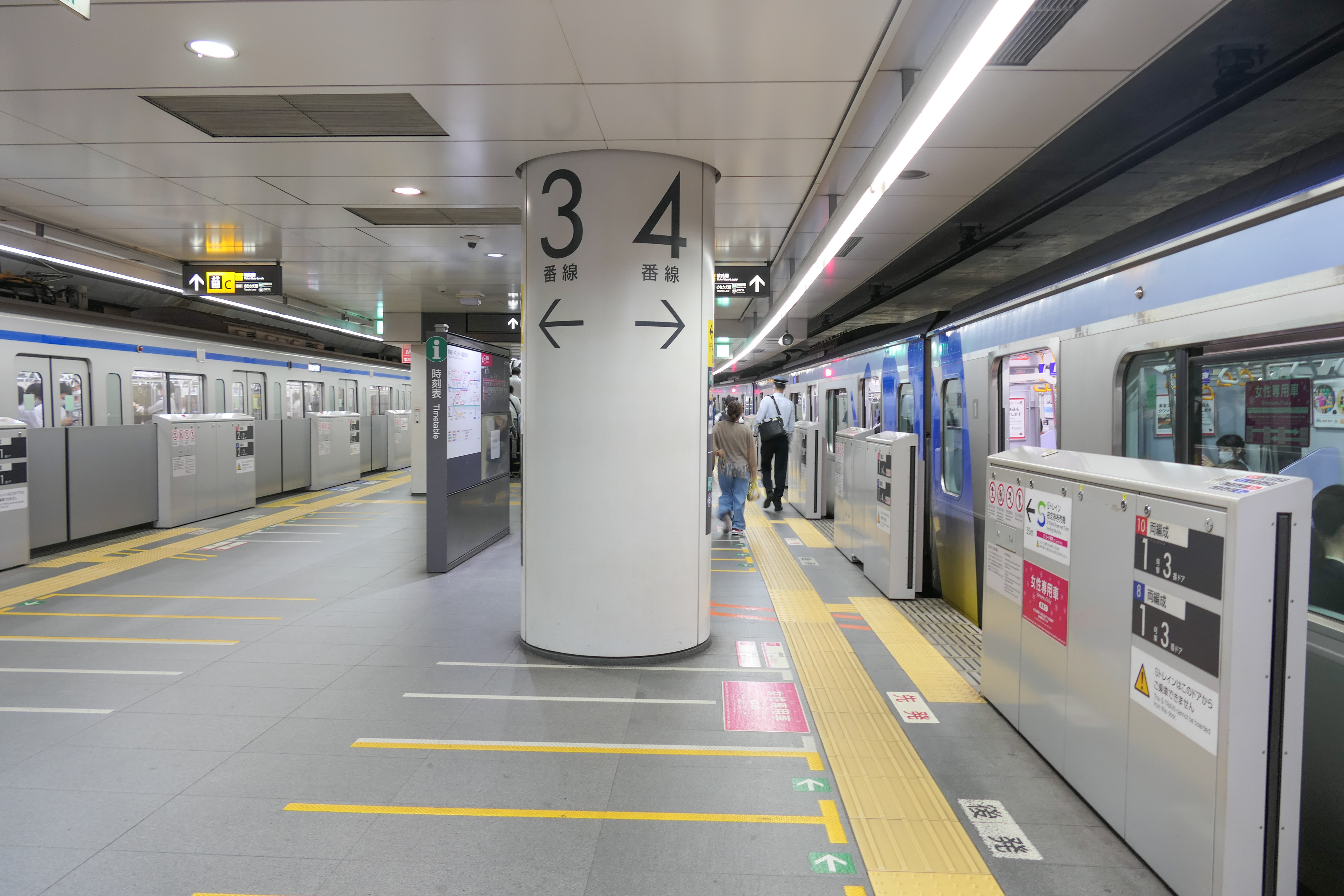
Bahnsteig 3/4 der Fukutoshin-Linie und Tōyoko-Linie
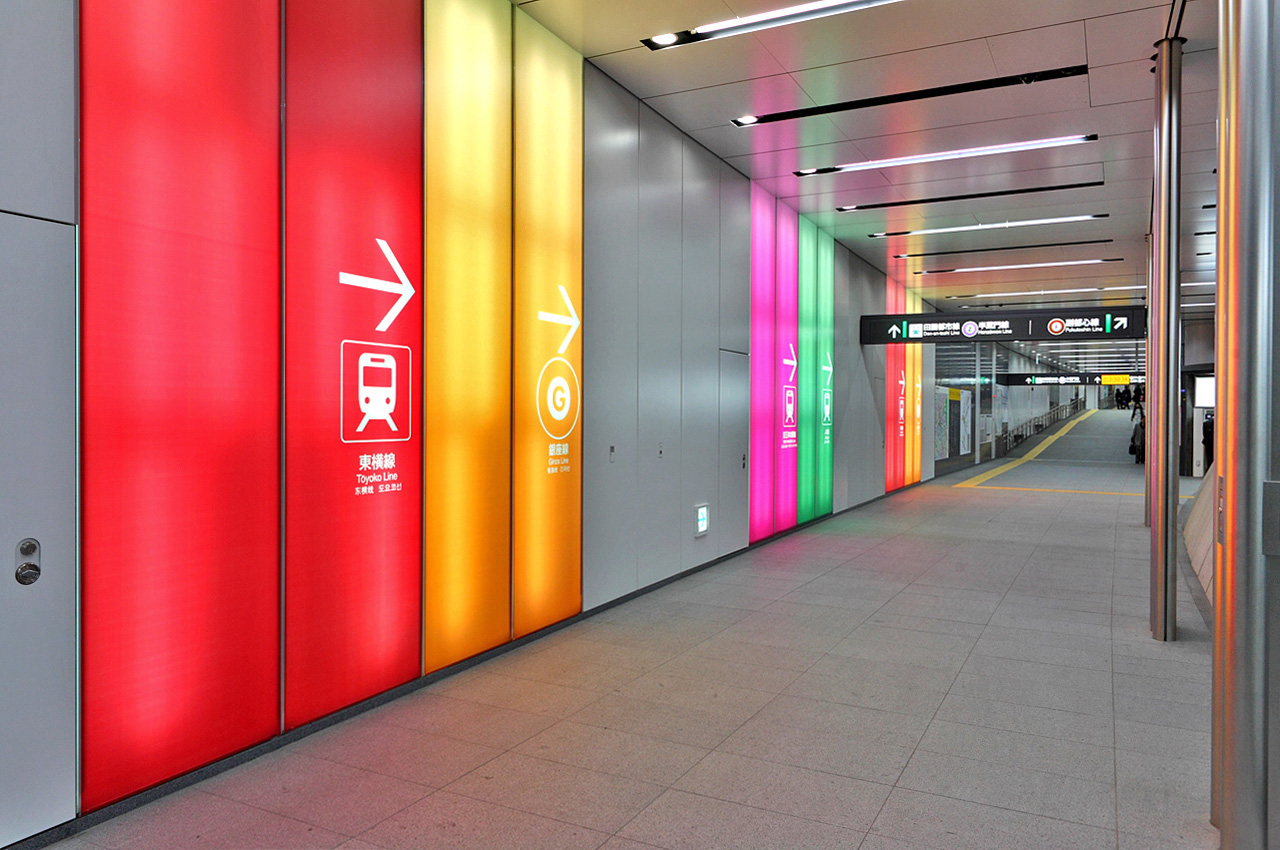
Verbindungsgang

### Tōkyō Metro
Der im Jahr 2020 neu eröffnete Hochbahnhof der Ginza-Linie ist der höchstgelegene Teil des Bahnhofs Shibuya und der einzige oberirdischen U-Bahnhof dieser Linie. Er erstreckt sich über den östlichen Vorplatz und besitzt zwei Gleise an einem Mittelbahnsteig. Das Dach, das die gesamte hallenartige Konstruktion überspannt, besteht aus 45 M-förmigen Stahlbögen, von denen jeder eine leicht unterschiedliche Form besitzt. Sie sind im Abstand von 2,5 m angeordnet und bestehen aus pultrudiertem Aluminium. Eingangshallen befinden sich an der angrenzenden Hauptstraße Meiji-dōri und im Wolkenkratzer Shibuya Hikarie im Osten sowie im Wolkenkratzer Shibuya Scramble Square im Westen. Vom westlichen Ende der Station führt ein eingleisiger Viadukt über das JR-East-Gelände hinweg und durch das Tōkyū-Kaufhaus zur Shibuya Mark City. Dort befindet sich im dritten Stockwerk ein kleines Depot mit zwei Gleisen.
| 1/2 | Ginza-Linie | Shimbashi • Ueno • Asakusa |

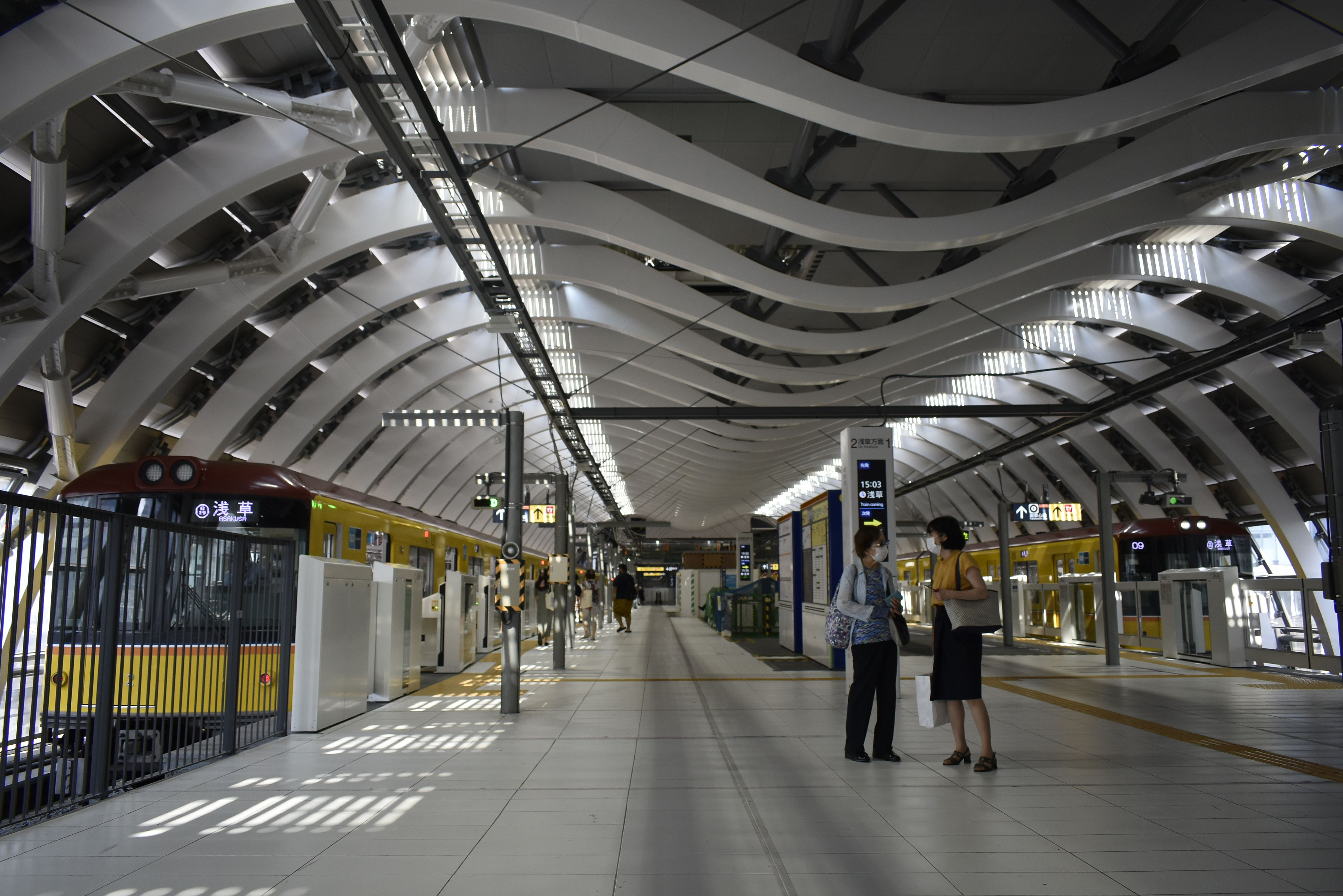
Bahnsteig der Ginza-Linie
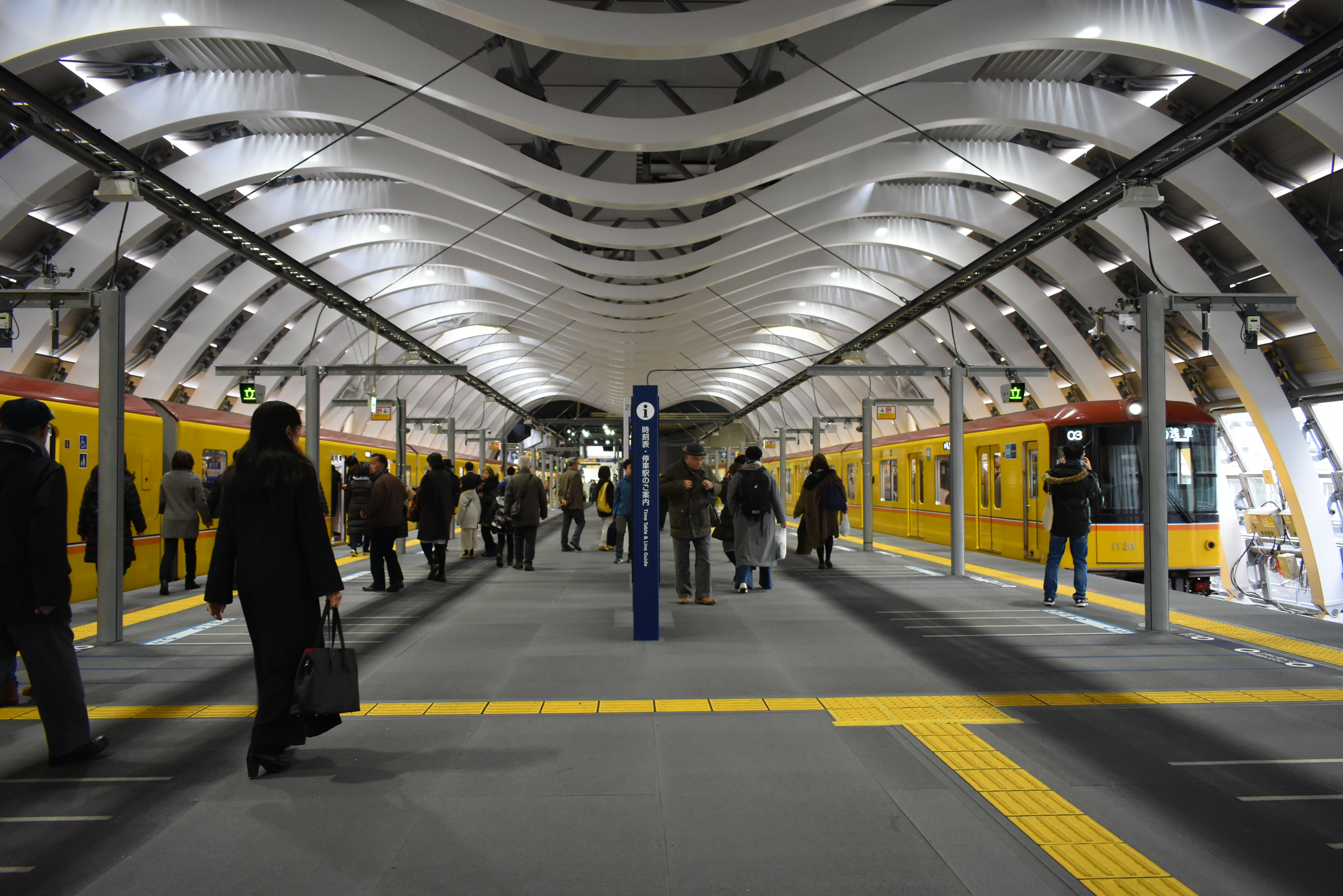
Weitere Ansicht des Bahnsteigs
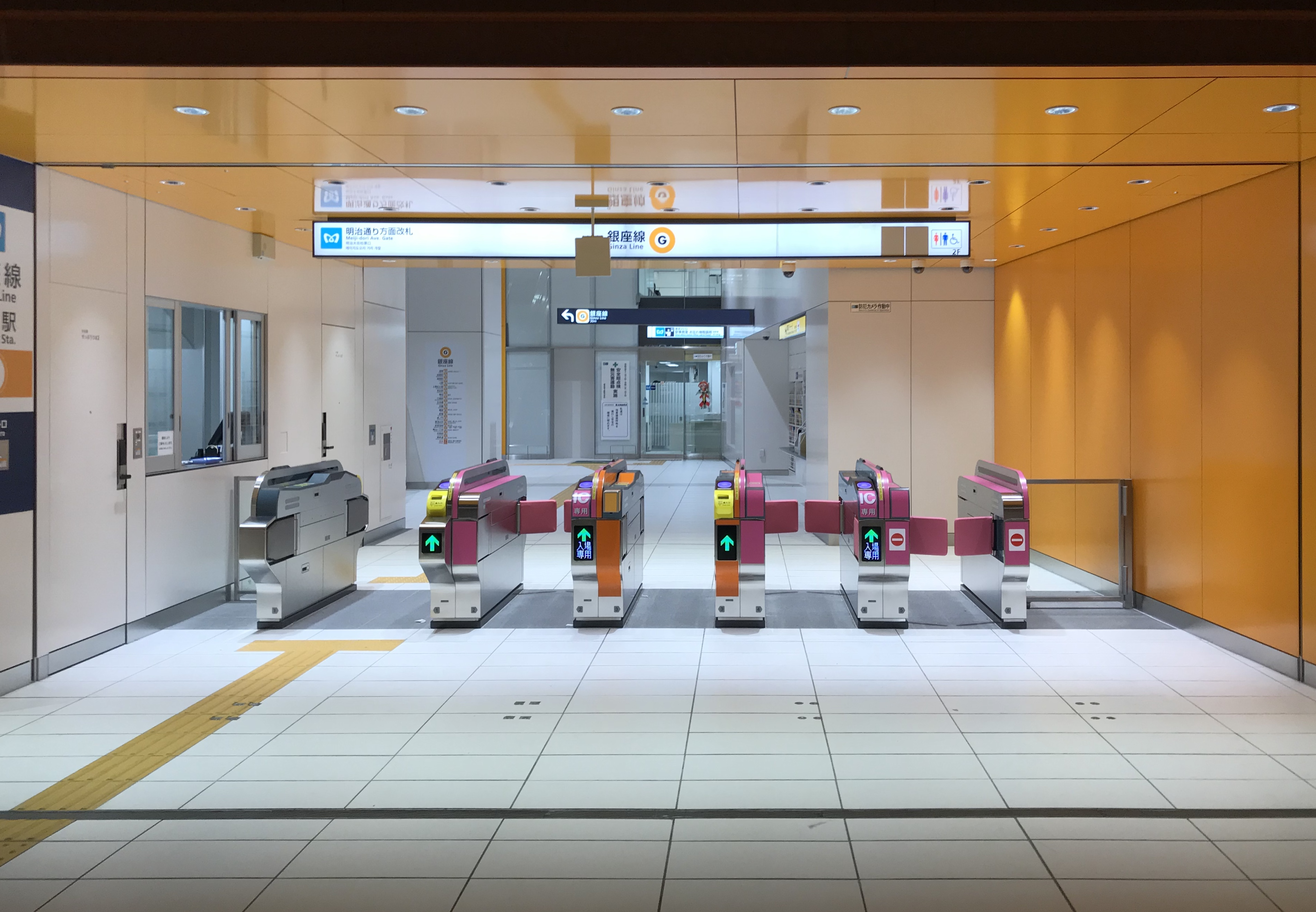
Bahnsteigsperren in Richtung Meiji-dōri
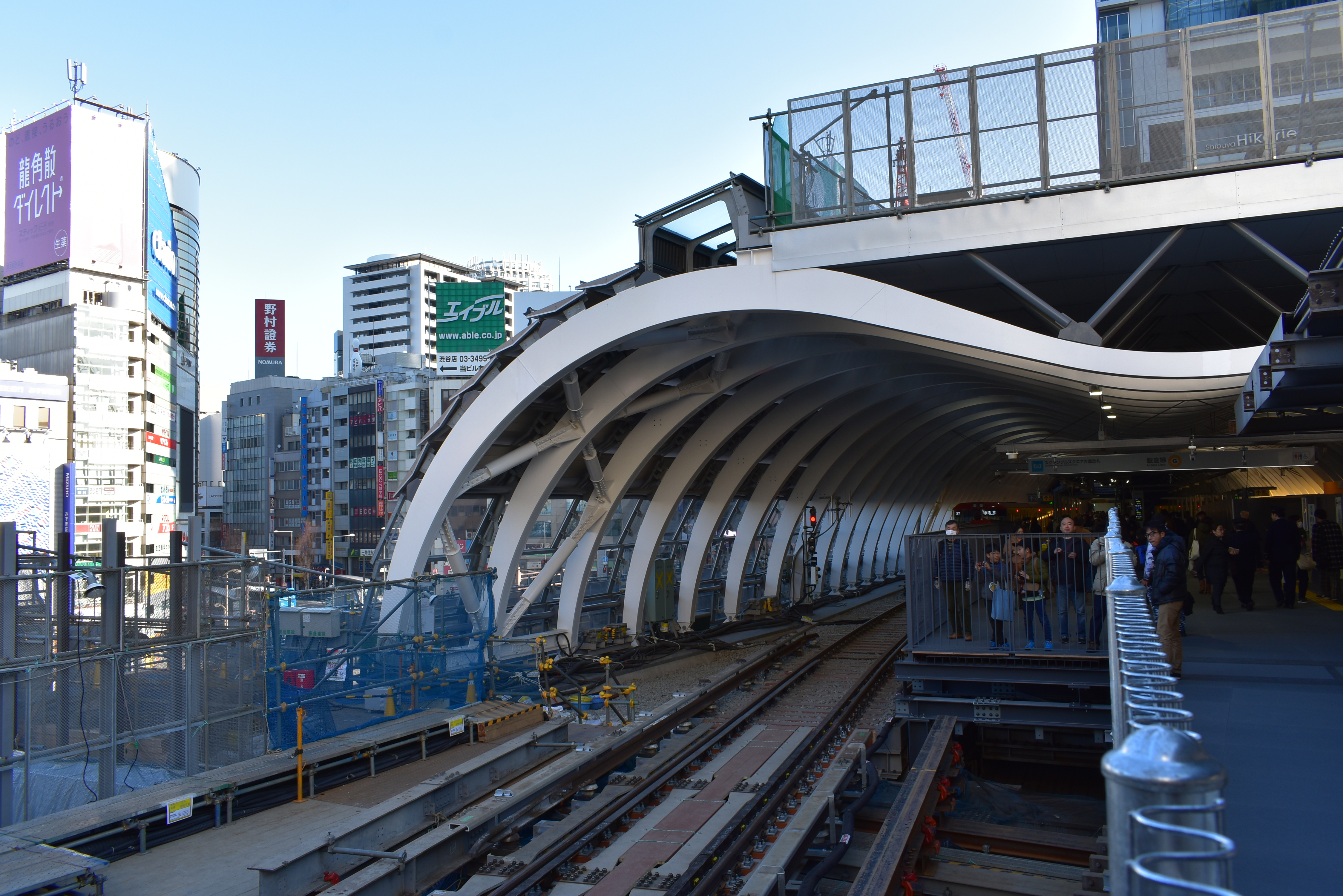
Außenansicht

### Keiō Dentetsu
Der Bahnhof von Keiō Dentetsu befindet etwas abseits des eigentlichen Hauptgebäudes, im zweiten Stockwerk des Einkaufszentrums Shibuya Mark City. Er ist ein erhöht liegender Kopfbahnhof mit zwei Stumpfgleisen an einem sehr breiten Mittelbahnsteig. Ein unterirdischer Verbindungsgang führt hinüber zum JR-East-Bahnhof. Dort ist seit 2008 das monumentale Wandgemälde Myth of Tomorrow von Tarō Okamoto installiert. Es stellt in abstrakter Form eine menschliche Figur dar, die von einer Atombombe getroffen wird.
| 1/2 | ▉ Inokashira-Linie | Meidaimae • Shimo-Kitazawa • Kichijōji |

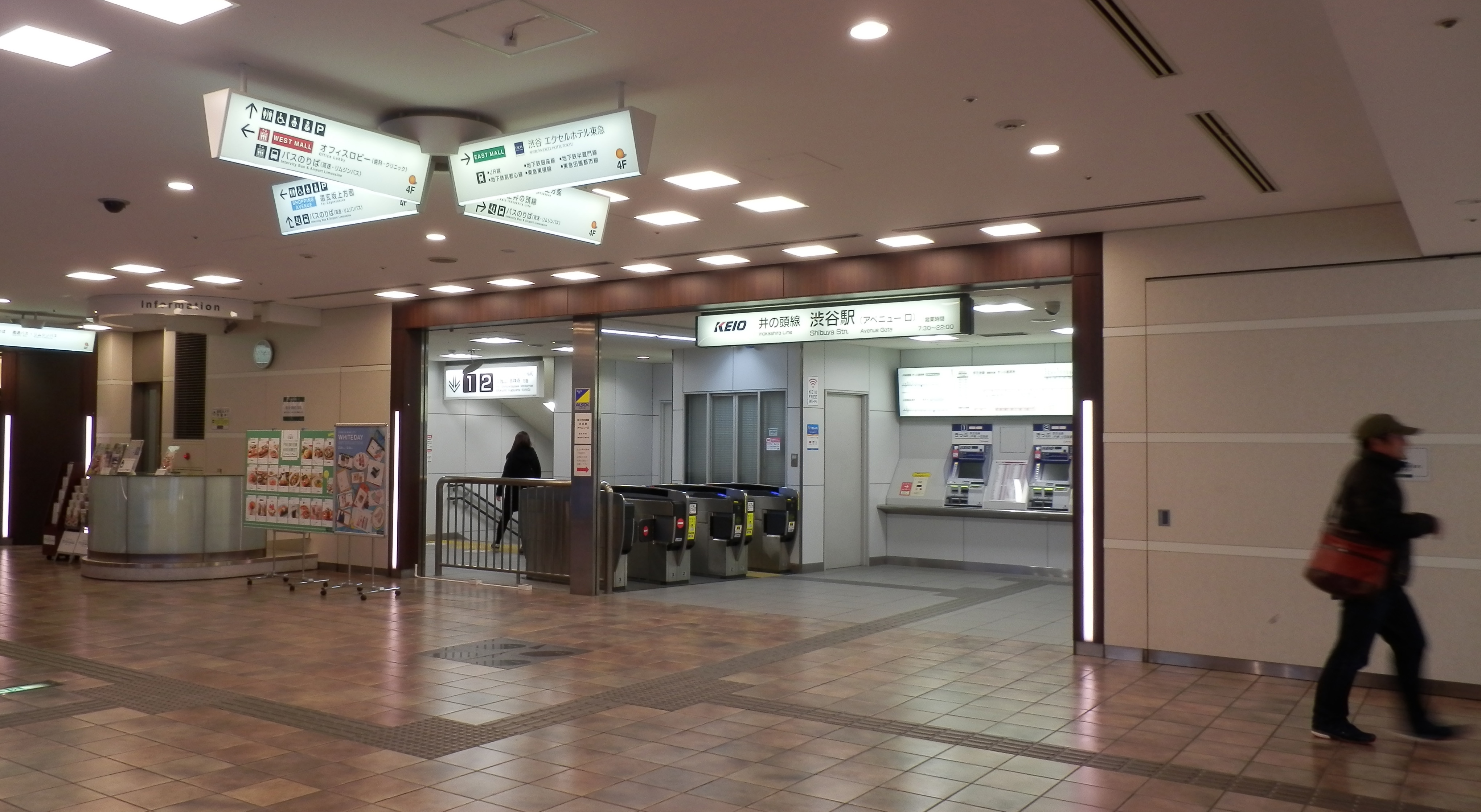
Eingang zum Keiō-Bahnhof
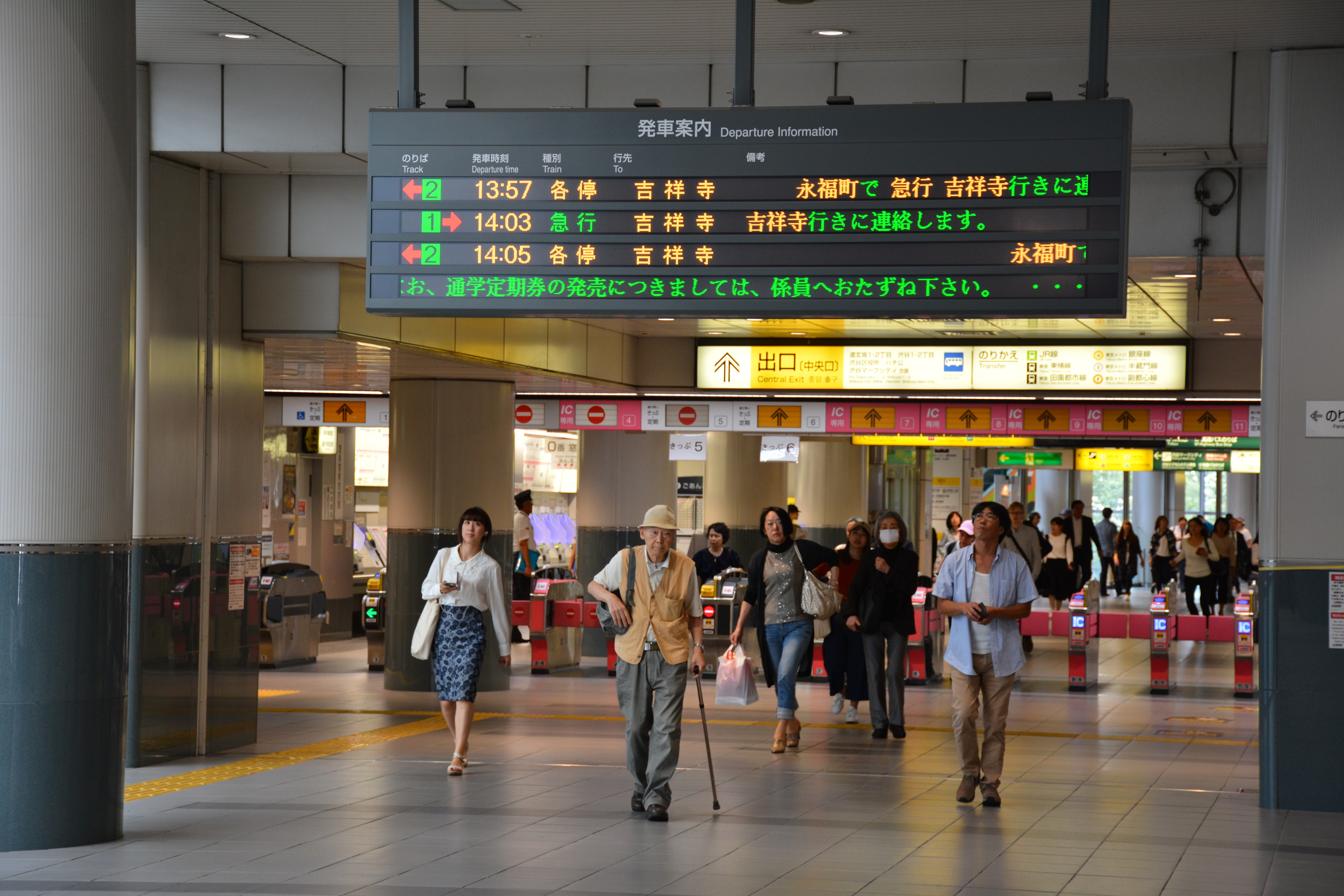
Bahnsteigsperre
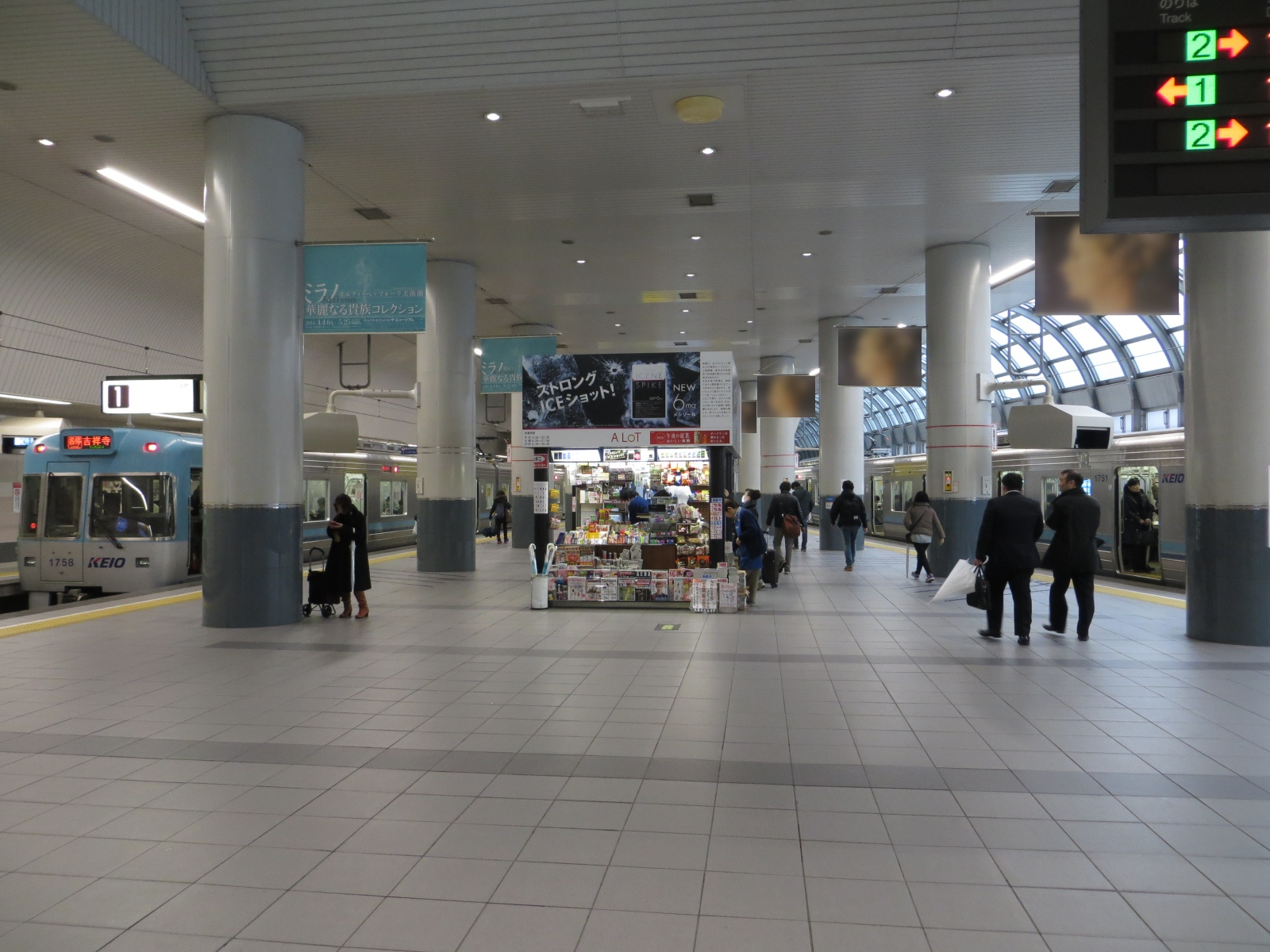
Keiō-Bahnhof
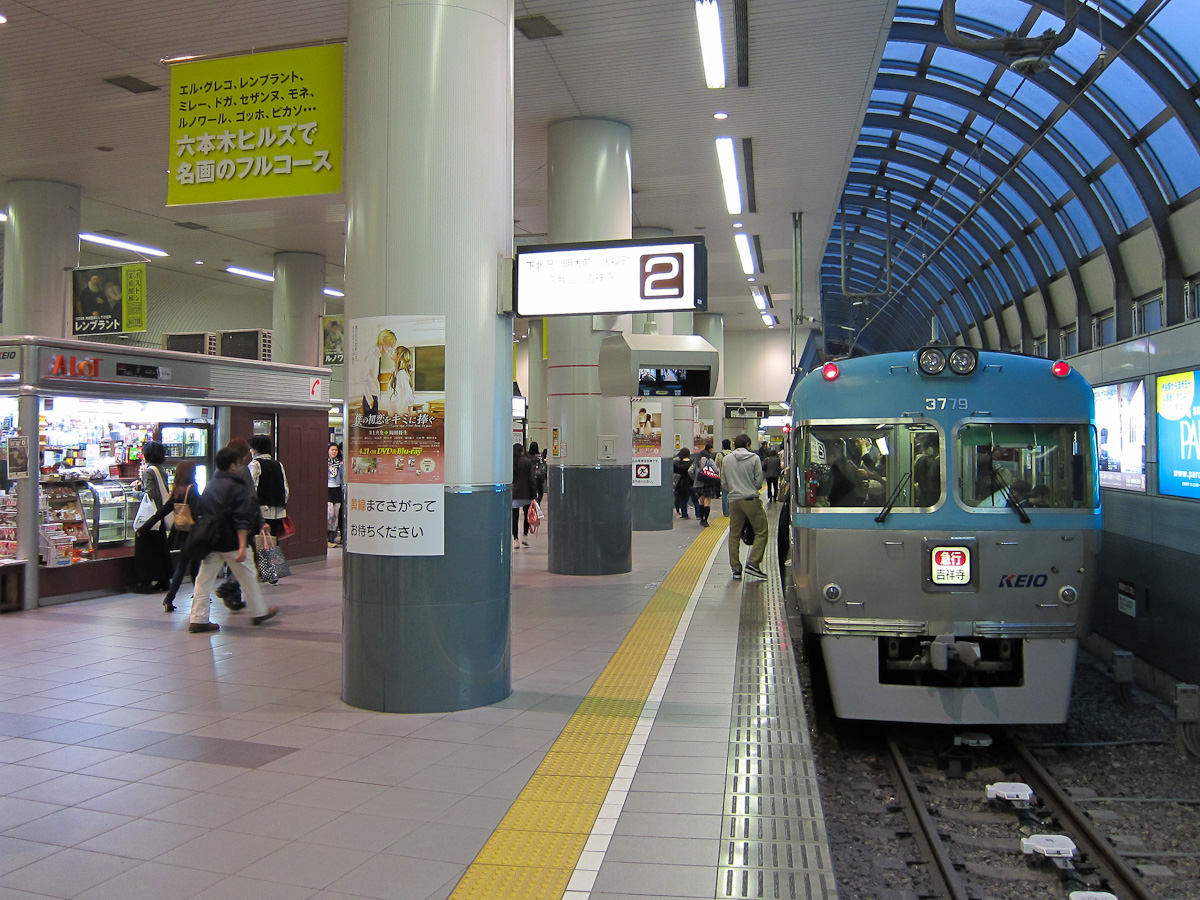
Zug der Inokashira-Linie

## Linien
| Verlauf der Saikyō-Linie |
| --- |
| Ōsaki • Ebisu • Shibuya • Shinjuku • Ikebukuro • Itabashi • Jūjō • Akabane • Kita-Akabane • Ukima-Funado • Toda-Kōen • Toda • Kita-Toda • Musashi-Urawa • Naka-Urawa • Minami-Yono • Yonohommachi • Kita-Yono • Ōmiya |

| Verlauf der Shōnan-Shinjuku-Linie |
| --- |
| Ōmiya • Urawa • Akabane • Ikebukuro • Shinjuku • Shibuya • Ebisu • Ōsaki • Nishi-Ōi • Musashi-Kosugi • Shin-Kawasaki • Yokohama • Hodogaya • Higashi-Totsuka • Totsuka • Ōfuna • Kita-Kamakura • Kamakura • Zushi |

| Verlauf der Yamanote-Linie |
| --- |
| Shinagawa • Ōsaki • Gotanda • Meguro • Ebisu • Shibuya • Harajuku • Yoyogi • Shinjuku • Shin-Ōkubo • Takadanobaba • Mejiro • Ikebukuro • Ōtsuka • Sugamo • Komagome • Tabata • Nishi-Nippori • Nippori • Uguisudani • Ueno • Okachimachi • Akihabara • Kanda • Tokyo • Yūrakuchō • Shimbashi • Hamamatsuchō • Tamachi • Takanawa Gateway • Shinagawa |

| Verlauf der Keiō Inokashira-Linie |
| --- |
| Shibuya • Shinsen • Komaba-Tōdaimae • Ikenoue • Shimo-Kitazawa • Shindaita • Higashi-Matsubara • Meidaimae • Eifukuchō • Nishi-Eifuku • Hamadayama • Takaido • Fujimigaoka • Kugayama • Mitakadai • Inokashira-kōen • Kichijōji |

| Verlauf der Tōkyū Tōyoko-Linie / Minatomirai-Linie |
| --- |
| Shibuya • Daikan-yama • Naka-Meguro • Yūtenji • Gakugei-daigaku • Toritsu-daigaku • Jiyūgaoka • Den’en-chōfu • Tamagawa • Shin-Maruko • Musashi-Kosugi • Motosumiyoshi • Hiyoshi • Tsunashima • Ōkurayama • Kikuna • Myōrenji • Hakuraku • Higashi-Hakuraku • Tammachi • Yokohama • ShinTakashima • Minatomirai • Bashamichi • ShinTakashima • Nihon-ōdōri • Motomachi-Chūkagai |

| Verlauf der Tōkyū Den’entoshi-Linie |
| --- |
| Shibuya • Ikejiri-Ōhashi • Musashi-Koyama • Sangen-Jaya • Komazawa-daigaku • Sakura-shimmachi • Yōga • Futako-Tamagawa • Futako-Shinchi • Takatsu • Mizonokuchi • Kajigaya • Miyazakidai • Miyamaedaira • Saginuma • Tama-Plaza • Azamino • Eda • Ichigao • Fujigaoka • Aobadai • Tana • Nagatsuta • Tsukushino • Suzukakedai • Minami-Machida • Tsukimino • Chūō-Rinkan |

## Geschichte

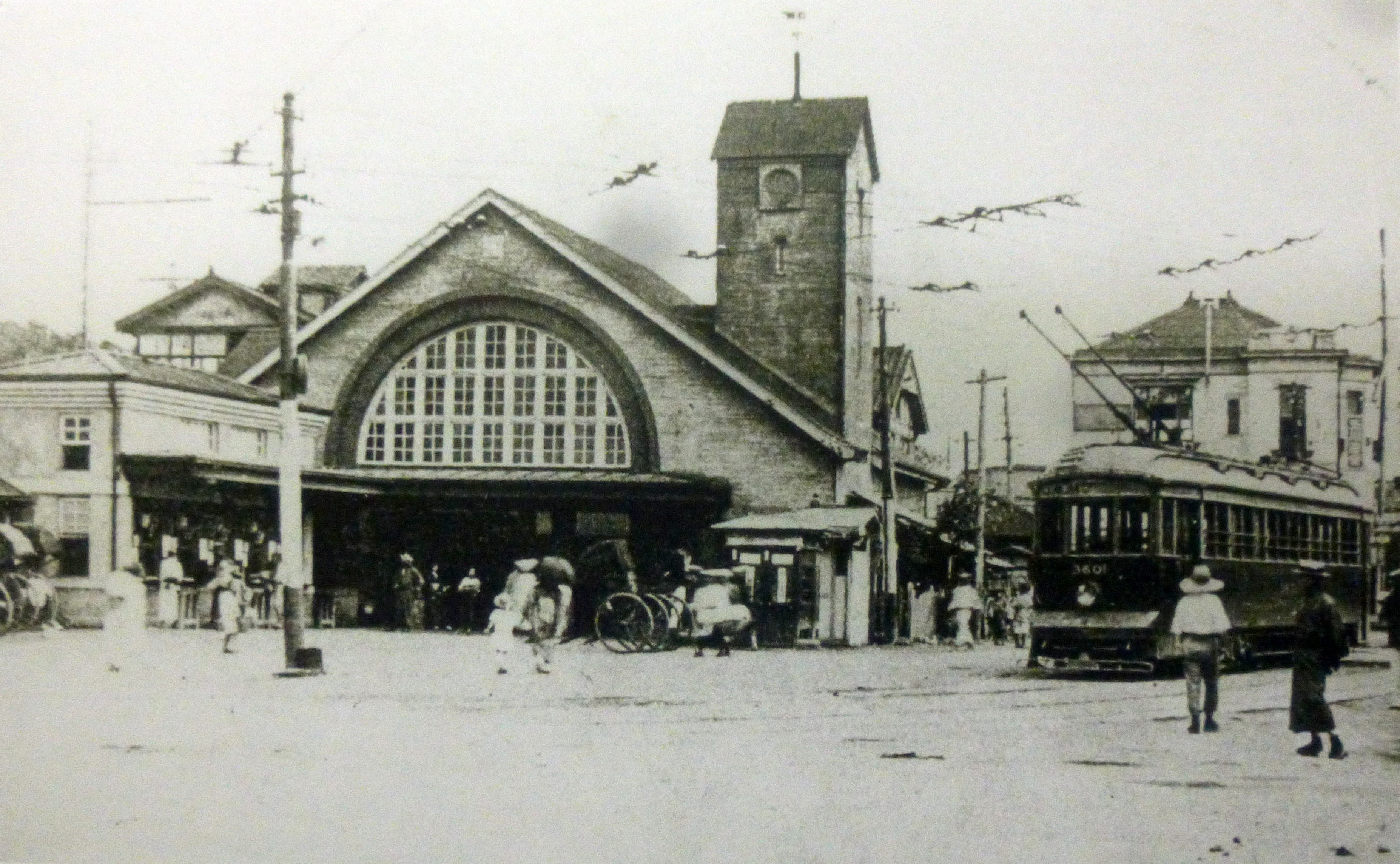
Frühe 1920er Jahre

Gegen Ende des 19. Jahrhunderts war die Gemeinde Shibuya noch ein ländlich geprägter Vorort der Stadt Tokio. Am 1. März 1885 eröffnete die Nippon Tetsudō, Japans erste private Bahngesellschaft, den Bahnhof Shibuya. Er lag an der Verbindungsstrecke zwischen dem Bahnhof Akabane an der Tōhoku-Hauptlinie und dem Bahnhof Shinagawa an der Tōkaidō-Hauptlinie; heute bildet diese Strecke den westlichen Teil der Yamanote-Linie. Als Folge des vom Reichstag beschlossenen Eisenbahnverstaatlichungsgesetzes ging die Nippon Tetsudō am 1. November 1906 in staatlichen Besitz über. Die Vorortstraßenbahn Tamagawa Denki Tetsudō (kurz Tamaden) erreichte den Bahnhof Shibuya am 11. August 1907 von Dōgenzaka her, am 3. August 1911 verlängerte auch die Straßenbahn Tōkyō eine ihrer Linien hierher. Im Jahr 1921 setzte das Eisenbahnministerium verschiedene Maßnahmen zur Kapazitätserhöhung der Yamanote-Linie um. Dazu gehörten die Trennung des Personenverkehrs vom Güterverkehr, die Verlegung der Trasse auf einen Bahndamm und die Aufhebung von niveaugleichen Bahnübergängen. Ebenso wurde der Bahnhof um rund 200 Meter nach Norden an seinen heutigen Standort verschoben.
Die Bahngesellschaft Tōkyō-Yokohama Dentetsu (die heutige Tōkyū Dentetsu) eröffnete am 28. August 1927 den Abschnitt Shibuya–Tamagawa der in Richtung Yokohama führenden Tōyoko-Linie. Ihr Ausgangspunkt war ein Hochbahnhof mit zwei Stumpfgleisen an einem Mittelbahnsteig. Eine weitere Vorortbahn, die Teito Dentetsu, nahm am 1. August 1933 den ersten Abschnitt der Shibuya-Linie in Betrieb. Diese wurde 1934 nach Kichijōji verlängert und wird seit der 1947 erfolgten Übernahme durch die Keiō Dentetsu als Keiō Inokashira-Linie bezeichnet. Hachikō, ein Akita-Hund, wartete von 1925 bis 1935 jeden Tag im Bahnhof auf die Ankunft seines verstorbenen Herrchens, den Professor Ueno Hidesaburō. Der Hund erlangte in ganz Japan eine derart große Berühmtheit, dass im April 1934 an der Westseite des Bahnhofs eine Bronzestatue zu seinem Ehren errichtet wurde.
Mit der Eröffnung des Abschnitts Omotesandō–Shibuya der Ginza-Linie erhielt der Bahnhof am 20. Dezember 1938 einen Anschluss ans U-Bahn-Netz. Die Endstation befand sich zunächst dritten und vierten Stockwerk des ebenfalls neu erbauten Tamaden-Gebädues (mit dem Westflügel des Toyokō-Kaufhauses darunter). Ab 1. Juni 1939 nutzte die Tamaden-Straßenbahn das zweite Stockwerk als Endstation. Nach einem Luftangriff der United States Army Air Forces am 25. Mai 1945 brannten die Bahnsteighalle der Toyokō-Linie und das Toyokō-Kaufhaus aus, was die Errichtung von Provisorien erforderlich machte. Nach Kriegsende entstand vor dem Bahnhof ein großer Schwarzmarkt, der unter der Kontrolle taiwanesischer Banden stand. Am 19. Juli 1946 kam es zu einer gewalttätigen Auseinandersetzung mit der Yakuza-Gruppe Matsuba-kai, an der mehrere hundert Personen beteiligt waren und die acht Tote forderte. Die Öffentlichkeit reagierte entsetzt auf diesen Gewaltausbruch und die Behörden duldeten Marktstände fortan nur noch unter strengen Auflagen; in den folgenden elf Jahren wichen sie neu erbauten Ladenpassagen.

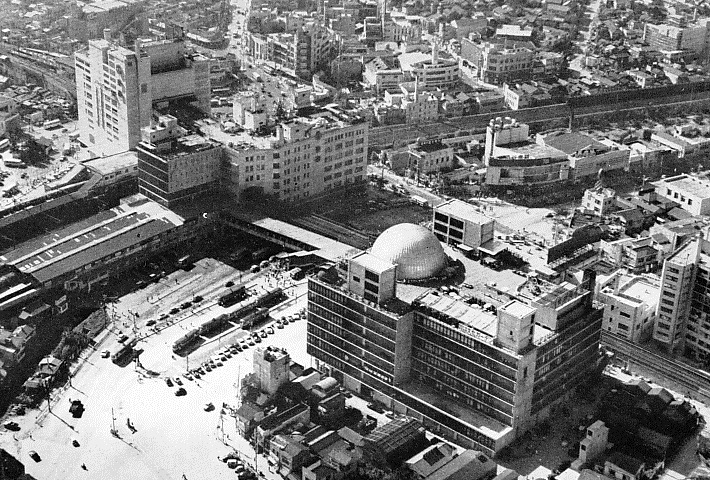
Luftansicht um 1960

Die wiederaufgebaute Endstation der Toyokō-Linie erhielt 1950 drei Gleise an drei Bahnsteigen (in den Jahren 1961 bis 1964 auf vier Gleise an je zwei Mittel- und Seitenbahnsteigen erweitert). Das Tamaden-Gebäude wurde 1954 durch das elfgeschossige Tōkyū-Kaufhaus ersetzt. Am 28. April 1960 eröffnete die Keiō Dentetsu ein neues Bahnhofsgebäude für die Inokashira-Linie. 1969 erfolgte die Stilllegung der städtischen Straßenbahnlinie und der Tamaden-Vorortstraßenbahn. Als Ersatz für letztere entstand die Shin-Tamagawa-Linie der Tōkyū Dentetsu, die ihren Betrieb am 7. April 1977 aufnahm. Zunächst als eigenständige Linie geführt, ist sie seit dem 16. November desselben Jahres Bestandteil der Tōkyū Den’entoshi-Linie. Mit der am 1. August 1978 eröffneten Hanzōmon-Linie bestand von Anfang an eine Durchbindung. Aus Rationalisierungsgründen stellte die Japanische Staatsbahn am 1. Oktober 1980 den Güterumschlag ein und im Rahmen der Staatsbahnprivatisierung ging der Bahnhof der Yamanote-Linie am 1. April 1987 in den Besitz der neuen Gesellschaft JR East über.
Da die Gütergleise der Yamanote-Linie kaum noch ihrem ursprünglichen Zweck dienten (insbesondere seit der Eröffnung der Musashino-Linie 1973), beschloss JR East, diese stattdessen für die Saikyō-Linie zu nutzen. Damit deren Züge in Shibuya halten konnten, war der Bau eines zusätzlichen Bahnsteigs erforderlich. Dieser ging am 16. März 1996 in Betrieb, zusammen mit der Verlängerung der Saikyō-Linie von Shinjuku nach Ebisu. Ein Nachteil war, dass der neue Bahnsteig etwa 350 Meter südlich des Yamanote-Bahnsteigs lag und somit eher umständlich zu erreichen war. Shibuya Mark City, ein fast 100 Meter hoher, mit dem JR-East-Bahnhof verbundener Gebäudekomplex, wurde am 7. April 2000 eröffnet; er enthält Büros, ein Hotel, ein Einkaufszentrum und die Endstation der Keiō Inokashira-Linie. JR East nahm am 1. Dezember 2001 die Shōnan-Shinjuku-Linie in Betrieb und schuf damit eine neue Verbindung parallel zur Yamanote-Linie und zur Saikyō-Linie. Am 14. Juni 2008 konnte mit der Eröffnung des Abschnitts Ikebukuro–Shibuya die Fukutoshin-Linie der U-Bahn vollendet werden. Knapp fünf Jahre später, am 16. März 2013, wurde sie mit der Tōyoko-Linie verbunden. Seither nutzen die Tōkyū-Züge den U-Bahnhof und werden zur Fukutoshin-Linie durchgebunden.
Der anschließend durchgeführte Abriss des nicht mehr benötigten Hochbahnhofs und des Ostflügels des Tōkyū-Kaufhauses schuf Platz für eine umfassende Umgestaltung des gesamten Bahnhofbereichs. Auf der frei gewordenen Fläche entstand ab 2014 der dreiteilige Gebäudekomplex Shibuya Scramble Square. Der östliche Teil ist ein 229 Meter hoher Wolkenkratzer, der seit seiner Vollendung im Oktober 2019 das höchste Gebäude im gesamten Bezirk Shibuya ist. Ein zentraler und westlicher Anbau von 61 bzw. 76 Metern Höhe sollen bis 2027 fertiggestellt werden. Die Ginza-Linie erhielt am 3. Januar 2020 eine neue Endstation an der Ostseite der Yamanote-Linie, etwa 130 Meter östlich der früheren Endstation. Die Saikyō-Linie und die Shōnan-Shinjuku-Linie erhielten am 1. Juli 2020 einen neuen gemeinsamen Bahnsteig, der unmittelbar neben dem Bahnsteig der Yamanote-Linie liegt; dadurch entfielen die langen Umsteigewege. Weitere Elemente des Projekts waren die Verbesserung des Fußgängerverbindungen, ein neues Parkhaus, die Zusammenlegung der Taxistände, eine neue Fahrradstation, neue Schalterhallen und breitere Bahnsteige. Diese Arbeiten waren im Oktober 2021 abgeschlossen. Bis 2027 entsteht ein „Luftkorridor“, eine 800 Meter lange Fußgängerpassage quer über das Shibuya-Tal, die den Bahnhof mit angrenzenden Hochhäusern und Stadtteilen verbinden wird.